# Municipio de Clinton (condado de Sac)
El municipio de Clinton (en inglés: Clinton Township) es un municipio ubicado en el condado de Sac en el estado estadounidense de Iowa. En el año 2010 tenía una población de 175 habitantes y una densidad poblacional de 1,86 personas por km².

## Geografía
El municipio de Clinton se encuentra ubicado en las coordenadas 42°20′49″N 95°8′43″O / 42.34694, -95.14528. Según la Oficina del Censo de los Estados Unidos, el municipio tiene una superficie total de 94.18 km², de la cual 93,92 km² corresponden a tierra firme y (0,27 %) 0,26 km² es agua.

## Demografía
Según el censo de 2010, había 175 personas residiendo en el municipio de Clinton. La densidad de población era de 1,86 hab./km². De los 175 habitantes, el municipio de Clinton estaba compuesto por el 98,29 % blancos, el 0,57 % eran afroamericanos, el 1,14 % eran amerindios. Del total de la población el 0 % eran hispanos o latinos de cualquier raza.